# Mistrzostwa Świata w Piłce Nożnej 2018 (eliminacje strefy OFC)/Grupa 1

## Tabela
| Lp. | Drużyna            | M | Mecze | Mecze | Mecze | Bramki | Bramki | Bramki | Pkt |
| Lp. | Drużyna            | M | W     | R     | P     | +      | −      | +/−    | Pkt |
| --- | ------------------ | - | ----- | ----- | ----- | ------ | ------ | ------ | --- |
| 1.  | Samoa              | 3 | 2     | 0     | 1     | 6      | 3      | +3     | 6   |
| 2.  | Samoa Amerykańskie | 3 | 2     | 0     | 1     | 6      | 4      | +2     | 6   |
| 3.  | Wyspy Cooka        | 3 | 2     | 0     | 1     | 4      | 2      | +2     | 6   |
| 4.  | Tonga              | 3 | 0     | 0     | 3     | 1      | 8      | −7     | 0   |

Czas: CEST

## Mecze
| 31 sierpnia 2015 03:30 | Tonga | 0:3(0:1)Raport | Wyspy Cooka · 38', 53', 59' Saghabi | Loto-Tonga Soka Centre, Nukuʻalofa Widzów: 400 Sędzia: Ravitesh Behari |
|                        |       |                |                                     |                                                                        |

| 31 sierpnia 2015 05:00 | Samoa · Fa'aiuaso 4' · Hamilton-Pama 18' · Mobberly 26' | 3:2(3:1)Raport | Samoa Amerykańskie · 38', 86' Beauchamp | Loto-Tonga Soka Centre, Nukuʻalofa Widzów: 200 Sędzia: Nelson Sogo |
|                        |                                                         |                |                                         |                                                                    |

| 2 września 2015 03:30 | Wyspy Cooka · Saghabi 39' | 1:0(1:0)Raport | Samoa | Loto-Tonga Soka Centre, Nukuʻalofa Widzów: 150 Sędzia: Robinson Banga |
|                       |                           |                |       |                                                                       |

| 2 września 2015 05:00 | Tonga · S. Uhatahi 47' | 1:2(0:0)Raport | Samoa Amerykańskie · 49' J. Manao · 51' Ott | Loto-Tonga Soka Centre, Nukuʻalofa Widzów: 200 Sędzia: Salesh Chand |
|                       |                        |                |                                             |                                                                     |

| 4 września 2015 05:00 | Tonga | 0:3(0:2)Raport | Samoa · 9' Mobberly · 22', 77' Hall | Loto-Tonga Soka Centre, Nukuʻalofa Widzów: 250 Sędzia: Averii Jacques |
|                       |       |                |                                     |                                                                       |

| 4 września 2015 05:00 | Samoa Amerykańskie · Mitchell 57' · J. Manao 67' | 2:0(0:0)Raport | Wyspy Cooka | Loto-Tonga Soka Centre, Nukuʻalofa Widzów: 250 Sędzia: Ravitesh Behari |
|                       |                                                  |                |             |                                                                        |